# Azari and III
Azari and III (stylisé Azari & III, prononcé Azari and Third) est un groupe canadien, originaire de Toronto, Ontario.

## Histoire
Dinamo Azari, Fritz Helder, Alixander III (Alphonse Lanza) et Starving Yet Full (Cedric Gasaida) se rencontrent dans un karaoké « en dansant sur Donna Summer ». Ils forment Azari and III en 2007 et sortent leur premier single en 2009, Hungry for the Power. La vidéo de Hungry for the Power est jugée trop polémique par YouTube, qui l'a retirée de son site web pendant plusieurs semaines. Ce single est suivi de Reckless (With Your Love), qui attire l'attention du DJ, producteur et musicien canadien Tiga. En 2010, Azari and III collabore avec Friendly Fires sur le titre Stay Here et sort en solo les singles Indigo et Into the Night.
En août 2011, le groupe sort un nouveau single, Manic, en même temps que son premier album Azari and III, qui se classe à la 13e place du UK Dance Albums Chart. Hungry for the Power et Reckless (With Your Love) sont réédités, et le groupe se produit dans plusieurs festivals, dont Glastonbury et Lovebox au Royaume-Uni, et Sónar en Espagne,.
Les singles Hungry for the Power, Manic et Reckless (With Your Love) se classent respectivement aux positions 2, 7 et 121 dans la liste de fin d'année 2011 des Club Charts allemands. Azari and III contribue également à des remixes pour des artistes tels que Robyn et Cut Copy. En février 2012, leur premier album est réédité en Europe et le groupe continue à se produire le reste de l'année, notamment lors des festivals Southside et Hurricane en Allemagne, Hove en Norvège, Exit en Serbie et Sziget en Hongrie. Azari and III se produit également au Lovebox Festival de Londres, en tête d'affiche de la scène Dalston Superstore Live. Le single Into the Night est réédité, accompagné d'une nouvelle vidéo ; il est suivi d'un nouveau single, Lost in Time. Reckless (With Your Love) se place en troisième position dans la liste de fin d'année 2012 des Club Charts allemands. Azari and III est nommé pour le Prix de musique Polaris en 2012.
En 2013, le groupe sort Remix Album 2013 et le single Indigo Remixes. Toujours en 2013, ils sortent un autre album de remix, Body Language Vol. 13, qui sont des remixes de chansons d'autres artistes. En novembre 2013, Alixander III publie sur sa page Facebook que le groupe se séparait, déclarant que le projet était arrivé à son terme.

## Discographie

### Albums studio
- 2011 : Azari and III (Loose Lips Records)
- 2015 : Rarities From Extremities (Idol Hanse)

### Albums de mix et de remix
- 2012 : FACT Mix 313 (Fact)
- 2013 : Remix Album 2013 (Turbo Recordings, Dim Mak Records)
- 2013 : Body Language Vol. 13 (Get Physical Music)

### EP et singles
- 2009 : Hungry for the Power (I'm A Cliché) (réédité en 2011)
- 2009 : Reckless (With Your Love) (Permanent Vacation)
- 2010 : Into the Night (Scion Audio/Visual)
- 2011 : Manic (Turbo Recordings)
- 2012 : Lost in Time (Loose Lips Records)
- 2013 : The Lost Versions (Turbo Recordings)
- 2013 : Indigo Remixes (Dim Mak Records)
- 2013 : Lost Express (Get Physical Music)
- 2015 : No Way Back (avec MixHell) (Trax Records)